# Lachapelle-aux-Pots
Lachapelle-aux-Pots é uma comuna francesa na região administrativa de Altos da França, no departamento de Oise. Estende-se por uma área de 9,85 km². Em 2010 a comuna tinha 1 705 habitantes (densidade: 173,1 hab./km²).